# Tomasz Ziętek
Tomasz Ziętek (Inowrocław, 28 giugno 1989) è un attore, musicista e doppiatore polacco.

## Biografia
Tomasz Ziętek è nato il 28 giugno 1989 a Inowrocław, in Polonia. Diplomatosi presso la Bolesław III Wrymouth High School No. 1 a Słupsk, ha completato gli studi presso la Danuta Baduszkowa National Vocal and Drama School di Gdynia. Ha esordito come attore nel 2011 nel film Black Thursday. Tra i film interpretati sono da ricordare Ciało (2015), Gwiazdy (2017), Corpus Christi (2019), Tarapaty 2 (2020), Żużel (2020) e Operation Hyacinth (2021). Nel 2019, ha recitato nella serie televisiva di guerra della BBC World on Fire scritta da Peter Bowker.

## Filmografia

### Attore

#### Cinema
- Black Thursday (Czarny czwartek. Janek Wisniewski padl), regia di Antoni Krauze (2011)
- Kamienie na szaniec, regia di Robert Glinski (2014)
- Carte Blanche, regia di Jacek Lusinski (2015)
- Ciało, regia di Małgorzata Szumowska (2015)
- Demon, regia di Marcin Wrona (2015)
- Konwój, regia di Maciej Zak (2017)
- Gwiazdy, regia di Jan Kidawa-Blonski (2017)
- Atak paniki, regia di Pawel Maslona (2017)
- Cicha noc, regia di Piotr Domalewski (2017)
- Kartka z Powstania, regia di Tomasz Dobosz – cortometraggio (2018)
- Kamerdyner, regia di Filip Bajon (2018) Non accreditato
- Corpus Christi (Boże Ciało), regia di Jan Komasa (2019)
- Tarapaty 2, regia di Marta Karwowska (2020)
- Jak najdalej stąd, regia di Piotr Domalewski (2020)
- Żużel, regia di Dorota Kedzierzawska (2020)
- Operation Hyacinth (Hiacynt), regia di Piotr Domalewski (2021)
- Żeby nie było śladów, regia di Jan P. Matuszyński (2021)

#### Televisione
- Na dobre i na złe – serie TV, 1 episodio (2014)
- Pakt – serie TV, 6 episodi (2015)
- Teatroteka: Krzywy domek, regia di Anna Wieczur-Bluszcz – film TV (2016)
- Odwróceni. Ojcowie i córki – serie TV, 7 episodi (2019)
- World on Fire – serie TV, 6 episodi (2019)

### Doppiatore
- Ancora un giorno (Another Day of Life), regia di Raúl de la Fuente e Damian Nenow (2018)
- Dwa Jeden Zero (Audioplay), regia di Wiktor Ejryszew e Mateusz Plocha (2019) Uscito in home video
- Bo we mnie jest seks, regia di Katarzyna Klimkiewicz (2021)
- Symbioza – serie TV podcast, 10 episodi (2022)

## Riconoscimenti
- 2018 – Polskie Nagrody Filmowe[6]
  - Nomination Miglior attore non protagonista per Cicha noc

- 2020 – Polskie Nagrody Filmowe[6]
  - Nomination Miglior attore non protagonista per Corpus Christi

## Doppiatori italiani
Nelle versioni in italiano delle opere in cui ha recitato, Tomasz Ziętek è stato doppiato da:
- Andrea Moretti in  Silent Night
- Alessandro Germano in Corpus Christi

E come doppiatore è stato sostituito da:
- Gianluca Machelli in Ancora un giorno